# سعاد قاسم محمد
سعاد قاسم محمد (ولدت في 30 نوفمبر 1976) هي عالمة لغوية وباحثة وكاتبة مسرحية جيبوتية.

## السيرة
ولدت سعاد قاسم محمد عام 1976. درست في جامعة جان مونيه في سانت إتيان في فرنسا، وجامعة بورغوندي في ديجون، والمعهد الوطني للغات والحضارات الشرقية (INALCO) في باريس. 
بحثت سعاد في الممارسات الثقافية للمهاجرين اليمنيين في أمبولي، جيبوتي، وطرحت نظرية مفادها أن اليمنيين في أمبولي قد اتخذوا شكلاً من أشكال "الانتقام الاجتماعي" من خلال دراسة اللغة الفرنسية ليصبحوا مسؤولين وملاك أراضي. كانت جيبوتي في السابق مستعمرة فرنسية واستقطبت المهاجريين، وخاصة هجرة التجار، في القرن العشرين. كما درست أيضًا الاتجاهات في التقاليد الشفوية في منطقة القرن الأفريقي. 
انتقدت سعاد قاسم الصور النمطية الأدبية للمرأة العقيمة الملعونة، من خلال كتابة مسرحية Un enfant a tout prix (طفل بأي ثمن)، والتي تستكشف الاعتقاد الشائع بأن العقم في الزواج يجب أن يكون مشكلة المرأة. 
بالتعاون مع مارين لاروكا من المعهد الفرنسي في جيبوتي، نشرت سعاد كتابًا بعنوان "تدريس اللغة الفرنسية في المدارس الثانوية في جيبوتي: أي مكان للتنوع اللغوي؟"  لها مساهمات في عدّة منشورات منها مجلة الشجرة: مجلة المعهد الدولي للفكر والحضارة الإسلامية (ISTAC).
تعمل سعاد قاسم محاضرةً أولى في اللغويات وتعليم اللغة الفرنسية في جامعة جيبوتي. 